# Umuziwabantu
uMuziwabantu (officieel uMuziwabantu Local Municipality) is een gemeente in het Zuid-Afrikaanse district Ugu.
uMuziwabantu ligt in de provincie KwaZoeloe-Natal en telt 96.556 inwoners.

## Hoofdplaatsen
Het nationaal instituut voor de statistiek, Stats SA, deelt sinds de census 2011 deze gemeente in in 58 zogenaamde hoofdplaatsen (main place):
Alfred • Bazini • Bhekene • Bhidla • Bhudlu • Bozana • Cekeza • Cingweni • Elangeni • Esikhulu • Gangala • Gansa • Gudlucingo • Harding • Ingele • Jijintaba • KaMagwashu • Khayalilhe • Kuzameni • Kuze • KwaBhubesi • KwaKuseni • KwaMbona • KwaMboto • KwaSitezi • Mahlangweni • Mahlubini • Mambotho • Mawane • Mbangweni • Mbuthuma • Mjaja • Mkoba • Mlolweni • Mnkangala • Mpenkulu • Mpheshu • Mphikwa • Mshisweni • Mthentu • Mtintanyoni • Ndlovini • Ngqolo • Ngqungqumeni • Ngubelanga • Nhlangwini • Nhlanza • Nhlokoyenkomo • Nkoneni • Nombengeza • Nongidi • Nyandeni • Phumuza • Qwebela • UMuziwabantu NU • Umzokhanyoya • Wela • Weza.